# 15598 Kazantsev
A 15598 Kazantsev (ideiglenes jelöléssel (15598) 2000 GP96) a Naprendszer kisbolygóövében található aszteroida. A LINEAR projekt keretében fedezték fel 2000. április 6-án.